# 2014 en Tchéquie
2012 en Tchéquie - 2013 en Tchéquie - 2014 en Tchéquie - 2015 en Tchéquie - 2016 en Tchéquie
2012 par pays en Europe - 2013 par pays en Europe - 2014 par pays en Europe - 2015 par pays en Europe - 2016 par pays en Europe]

## Événements
- 17 janvier : le social-démocrate Bohuslav Sobotka est nommé président du gouvernement
- 29 janvier : le gouvernement Sobotka, formé d'une coalition de trois partis, prend ses fonctions
- Entre le 22 et le 25 mai - Élections européennes de 2014 en République tchèque

## Décès en 2014
- Mercredi 1er janvier : Jamal al-Jamal, diplomate et ambassadeur en République tchèque (2013-2014). (° 1957)